# Microrregión de Esperança
La microrregión de Esperança es una de las microrregiones del estado brasileño de Paraíba perteneciente a la mesorregión Agreste Paraibano. Su población fue estimada en 2006 por el IBGE en 49.605 habitantes y está dividida en cuatro municipios. Posee un área total de 274,930 km².

## Municipios
- Areial
- Esperança
- Montadas
- São Sebastião de Lagoa de Roça

- Datos: Q1956862